# Impressora multifunció

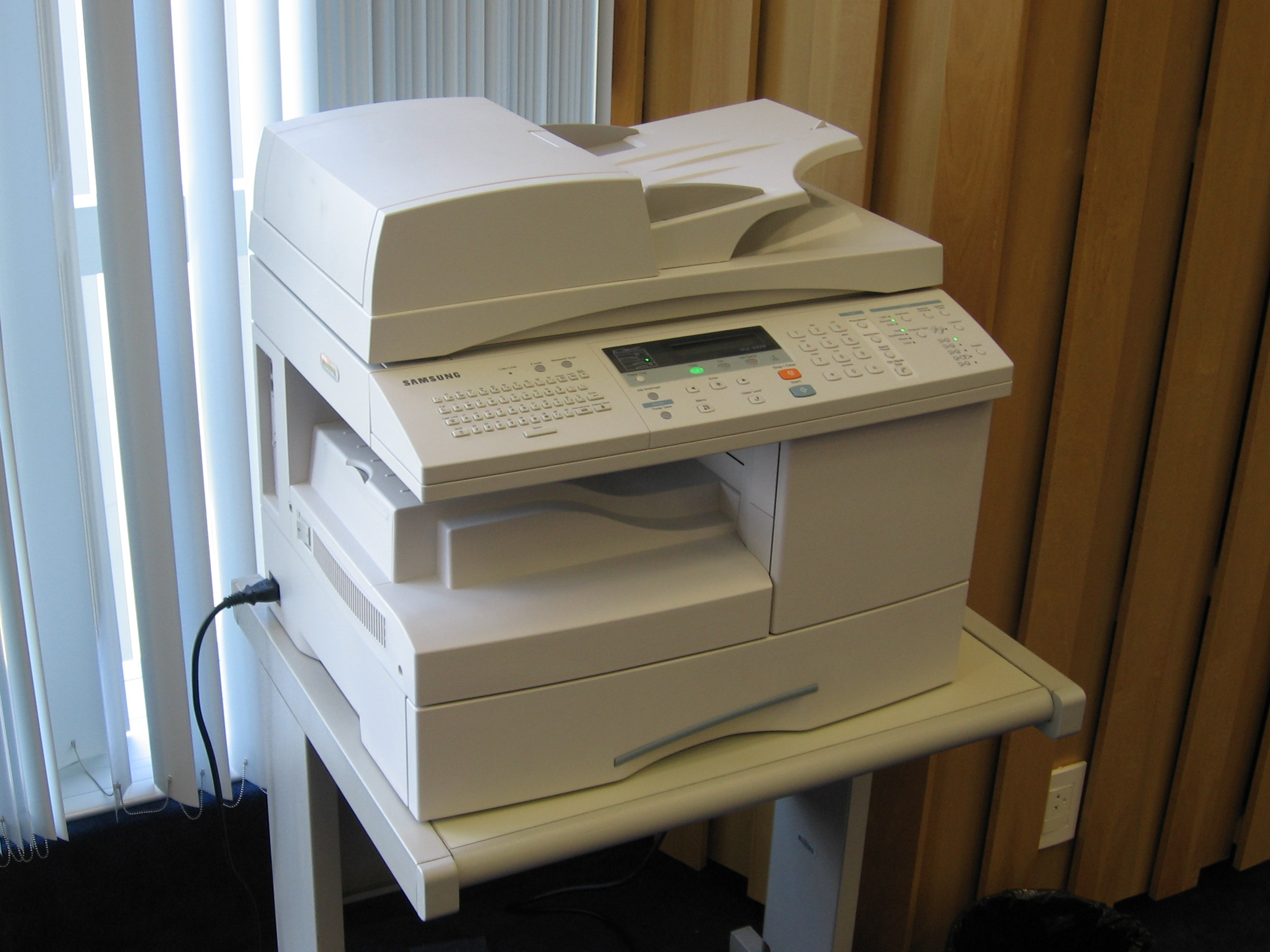
Una impressora multifunció Samsung

Una impressora multifunció (de "multifuntion") o impressora tot-en-un (de "all-in-one"), és un tipus de dispositiu que es caracteritza per la integració de dos diferents perifèrics en un únic bloc de maquinari : una impressora i un escàner.
Per tant, la impressora multifunció sempre és capaç de realitzar almenys tres operacions : imprimir, escanejar superfícies planes i fer fotocòpies. A més, altres perifèrics, com ara un mòdem o una targeta de xarxa, possiblement també es poden integrar a la impressora multifunció. En aquest cas, la impressora multifunció és capaç de realitzar operacions com ara enviar fax, escanejar, fer fotocòpies, llegir escriure pendrives, etc.
No és incorrecte considerar una impressora multifunció com un tipus d'impressor, però, com a producte bàsic, la impressora multifunció també es pot considerar un producte diferent de la impressora ja que, com s'ha dit, és capaç de realitzar altres funcions a part de la impressió.

## Funcionament en mode autònom
La impressora multifunció possiblement pot funcionar en mode autònom, és a dir, no connectada a un ordinador. En aquesta modalitat només pot funcionar com a fotocopiadora i, si està equipada amb un mòdem, també com a fax. La impressora multifunció capaç de funcionar en mode autònom també és un tipus de màquina d'oficina.

## Operacions realitzades
Quan la impressora multifunció la gestiona l'ordinador, pot realitzar les operacions següents:
- impressora;
- escàner ;
- fotocopiadora;
- fax (només si la impressora multifunció està equipada amb mòdem);
- enviar imatges per correu electrònic (només si la impressora multifunció està equipada amb una targeta de xarxa).

En mode autònom, la impressora multifunció pot realitzar aquestes operacions :
- fotocopiadora;
- fax (només si la impressora multifunció està equipada amb un mòdem);
- enviar imatges per correu electrònic (només si la impressora multifunció està equipada amb una targeta de xarxa).

## Tipologies
Les impressores tot en un poden ser d'injecció de tinta o làser, en blanc i negre o color. Són molt habituals els exemples en què l'escàner està en color mentre la impressió és en blanc i negre.

## Avantatges i inconvenients
Les impressores multifunció tenen l'avantatge sobre les impressores tradicionals que proporcionen una funcionalitat addicional sense requerir la compra d'eines separades, com ara un escàner d'imatges, una fotocopiadora o una màquina de fax.
Les impressores multifunció solen costar més que una impressora normal, però menys que la suma de les màquines separades. En general es considera que poden tenir un rendiment inferior a l'aparell específic amb l'avantatge, però, d'una reducció de la càrrega física.

## Àmbits d'ús
La impressora multifunció és molt popular a l'entorn de l'oficina petita . En particular, en aquest context, s'aprecien els menors costos a incórrer (en comparació amb la compra i gestió de diversos aparells separats), així com la reducció de l'espai requerit.

## Fabricants
Els principals fabricants d'impressores multifunció són Xerox, Hewlett-Packard, Epson, Lexmark, Brother, Konica Minolta, Canon, Toshiba, Sharp, Kyocera - Mita i Ricoh.